# Клаус Краґ
Клаус Краґ (нар. 21 квітня 1943) — норвезький історик, спеціаліст в галузях скандинавської філології і норвезької середньовічної історії. Став кандидатом філології у 1969 році та є почесним професором стародавньої історії в Університетському коледжі Телемарку (HiT) у Бьо.

## Наукова діяльність
Краґ найбільше відомий опозицією до панівних поглядів на історію і критичною оцінкою навіть тих джерел, які в науковому товаристві не піддаються сумнівам.
У роботі, яку він написав для тому «Aschehoug's Norgeshistorie» (1995), його критикували за применшення демографічних моделей для розуміння норвезької держави в епоху вікінгів, які були розроблені іншим науковцем Андреасом Голмсеном.
Також Краґ інтерпретував зростання королівської влади в епоху вікінгів як результат впливу християнства, маючи на увазі те, що організація церкви уможливила посилення державної влади. Тому для Краґа позиція королівської влади до Олава Святого перебільшена пізнішою традицією саги.

## Вибрані праці
- «Sverre: Norges største middelalderkonge» (2003) ISBN 978-82-03-23201-5
- «Norges historie fram til 1319» (2000) ISBN 82-00-12938-1
- «Vikingtid og rikssamling 800—1130 Aschehougs Norgeshistorie» том 2 (1995) ISBN 82-03-22015-0.
- «Ynglingatal og Ynglingesaga- en studie i historiske kilder» (1991) ISBN 82-00-21130-4